# Moonraker
Moonraker je v pořadí jedenáctý „oficiální“ film (čtvrtý, ve kterém hraje Roger Moore) o Jamesi Bondovi z roku 1979, volná adaptace třetího románu Iana Fleminga z roku 1955.
Na konci titulků předchozí bondovky Špion, který mě miloval se píše, že: „James Bond se vrátí v Jen pro tvé oči.“ Nicméně komerční úspěch Hvězdných válek v roce 1977 producenty vedl k tomu, že protnuli bondovskou sérii s žánrem science fiction a v dalším filmu pošlou Bonda do vesmíru. Kniha Moonraker byla vybrána jako základní kámen pro film, ačkoliv postrádá jakékoliv aspekty sci-fi. Jen pro tvé oči bylo pozdrženo do roku 1981.
Film sklidil vlnu kritiky od recenzentů i fanoušků a kritiků. Leonard Maltin dokonce napsal, že už nepoznává Flemingovu postavu. Ovšem humor filmu se stal vděčným námětem parodií, například v Simpsonových, druhém Austinu Powersovi nebo v Star Trek: Stanice Deep Space Nine.

## Děj
Boeing 747, který nese britský raketoplán, se zřítí do Atlantského oceánu, raketoplán je unesen. Agenta 007 Jamese Bonda z britské tajné služby zavede vyšetřování do Kalifornie do Drax Industries, kde byl raketoplán vyroben. Majitel závodu Francouz Hugo Drax sní o orbitálním městě plném nadlidí a vyvíjí smrtící nervový plyn. Vydává příkaz odstranit Bonda. James Bond přežije extrémní přetížení ve výcvikové centrifuze a pokus o zabití během lovu bažantů. Vydává se do italského města Benátky, kde se vyrábí skleněné komponenty pro Draxovu společnost. Tady se setkává s Dr. Holly Goodheadovou, vědkyní NASA a rovněž agentkou CIA a také narazí na Zuba, kterého poslal Drax. Bond poté odhalí laboratoř, v níž se staví vesmírné družice se smrtícím nervovým plynem. Zub se Bonda a Holly pokusí zabít na lanovce. Neuspěje, ale po havárii lanovky se seznámí s milou dívkou.
Při dalším pokusu o zneškodnění Bonda je unesena Holly. Bond musí do brazilského Rio de Janeira, kde se opět setká s Holly a odhalí Draxův plán na zničení lidstva pomocí nervového plynu, který nepůsobí na zvířata. Drax a následovníci se mají stát rasou "nadlidí", která pak znovu osídlí planetu Zemi. Raketoplány s Draxem a jeho poskoky startují, na palubu jednoho z nich se dostane i Bond s Holly. Na oběžné dráze přistávají u tajné kosmické stanice, která má systém pro zmatení radarů a tudíž o ní vlády na Zemi nevědí. Stanice se dává do pohybu a roztáčí se pro vytvoření umělé gravitace. Jsou z ní vypuštěny 3 skleněné koule s nervovým plynem, které mají zabít miliony lidí na Zemi. Dalšímu vypuštění zabrání Bond, který poškodí systém zmatení radarů. Na pomoc startuje po konzultaci se SSSR americký raketoplán s ozbrojenými astronauty-vojáky. Dojde k vesmírné přestřelce a američtí kosmonauti se dostanou na palubu stanice. Ta je bojem poškozena a hrozí její exploze. Zub se přidá na Bondovu stranu, James pak Draxe vyhodí přechodovou komorou do kosmu. Stanici už zbývá jen několik málo minut a Bond s Holly se nemohou s raketoplánem od ní odpoutat. Pomůže opět Zub.
Zbývá najít a zničit 3 skleněné koule se smrtícím plynem, které směřují k Zemi. I tento úkol se podaří splnit a Bondovi se dostane uznání. Po navázání přímého přenosu se Zemí se zástupcům vlád na Zemi zobrazí nevšední záběr, James Bond si užívá s Holly ve stavu beztíže.

## Charakteristika
Postava Zuba se vrací z předchozí bondovky, ale tentokrát je spíše komickou figurou než strojem na zabíjení jako v Špion, který mě miloval. Lois Chilesové byla nabídnuta ve Špionovi role majora Amasové, ale odmítla, protože právě uvažovala, že skončí s herectvím. Bernard Lee se zde objevil naposledy v roli M. Během natáčení už byl nemocný a během přípravy další bondovky zemřel.

## Osoby a obsazení
- James Bond - Roger Moore
- M - Bernard Lee
- Moneypenny - Lois Maxwellová
- Q - Desmond Llewelyn
- Zub - Richard Kiel
- Hugo Drax - Michael Lonsdale
- Dr. Holly Goodhead - Lois Chiles
- Corinne Dufour - Corinne Clery
- Manuela - Emily Bolton
- Chang - Toshiro Suga

## Soundtrack
"Moonraker" byla třetí bondovka, kterou nazpívala Shirley Bassey. Ta však píseň nikdy nevzala za svou, protože byla jako čtvrtou náhradnicí za Frankem Sinatrou, Johnny Mathisem (který na poslední chvíli odstoupil od natáčení) a zpěvačkou Kate Bush. Text napsal Hal David, hudbu složil John Barry.